# Ишиль (народ)
Ишиль (исп. Ixil) — коренная народность Америки, живущая в горах Гватемалы, одна из представителей этнической группы майя.
Б́ольшая часть народности проживает в так называемом «Ишимском треугольнике»: муниципалитетах Санта-Мария-Небах, Сан-Хуан-Коцаль и Сан-Гаспар-Чахуль в северной части гор Кучуматанес департамента Эль-Киче в Гватемале.
Небольшие поселения ишилей есть в мексиканских штатах Кампече и Кинтана-Роо.

## Геноцид
В начале 1980-х годов народ ишиль был одной из главных целей геноцида, включавший систематические изнасилования, принудительное перемещение и голод во время гражданской войны в Гватемале.
В мае 2013 года суд Гватемалы признал Эфраина Риоса Монтта виновным в том, что он приказал убить 1 771 представителя народа ишиль.

Председательствующий судья Джасмин Барриос заявил, что: 
«Ишилы считались врагами государства, а также являлись жертвами расизма, считаясь низшей расой». 
По данным комиссии правды ООН в 1999 году, от 70 % до 90 % деревень племени были разрушены, а 60 % населения региона Альтиплано были вынуждены бежать в горы в период с 1982 по 1983 год.
К 1996 году было убито около 7000 человек. Насилие особенно усилилось в период 1979—1985 годов, когда сменявшие друг друга гватемальская администрация и военные проводили неизбирательную тактику выжженной земли (исп. tierra arrasada).
В 2013 году генерал Эфраин Риос Монтт, занимавший пост президента Гватемалы с 1982 по 1983 годы, был признан виновным в геноциде против народа ишиль.
После гражданской войны выращивание кофе стало их основным источником дохода.